# Slyudyankaïta
La slyudyankaïta és un mineral de la classe dels silicats que pertany al grup de la cancrinita.

## Característiques
La slyudyankaïta és un silicat de fórmula química Na28Ca₄(Si24Al24O96)(SO₄)₆(S₆)1/3(CO₂)·2H₂O. Va ser aprovada com a espècie vàlida per l'Associació Mineralògica Internacional l'any 2022 i publicada l'any següent. Cristal·litza en el sistema triclínic. Es troba en forma de grans anèdrics aïllats de color verd a blau pàl·lid de fins a 0,5 cm de diàmetre, així com en agregats. La ratlla és blanca i la lluïssor vítria.
Les mostres que van servir per a determinar l'espècie, el que es coneix com a material tipus, es troben conservades a les col·leccions del Museu Mineralògic Sidorov, a Rússia, amb els números de registre: mmu/mf27296 i mmu/mf 27297.

## Formació i jaciments
Va ser descoberta al dipòsit de latzulita de Malo-Bystrinskoe, a Slyudyanka, dins l'àrea del llac Baikal (óblast d'Irkutsk, Rússia). Aquest indret és l'únic a tot el planeta on ha estat descrita aquesta espècie mineral. Els minerals associats són diòpsid, calcita, fluorapatita, flogopita, latzurita i pirita.